# 时报 (比利时)
时报（荷蘭語：De Tijd，荷蘭語發音：[də ˈtɛit]）是一家比利时商业和经济類報紙。
1968年，該報紙以金融经济时报（De Financieel-Economische Tijd）的名义成立。2003年更名为比利時時報。
比利時時報由De Persgroep (50%)和Rossel (50%) 拥有。 該報以荷蘭語出版。